# Copa CECAFA Sub-20 1999
La Copa CECAFA Sub-20 de 1999 fue la séptima  edición del campeonato de la región del África del Este.
Todos los partidos se jugaron en Nairobi del 23 de octubre hasta el 6 de noviembre.

## Información
- Tanzania,  Burundi,  Somalia,  Yibuti y  Zanzíbar decidieron no participar en la primera edición de este torneo.

## Fase de grupos

### Grupo A
| Equipo  | Pts | PJ | PG | PE | PP | GF | GC | DG |
| ------- | --- | -- | -- | -- | -- | -- | -- | -- |
| Sudán   | 7   | 3  | 2  | 1  | 0  | 6  | 2  | +4 |
| Kenia   | 5   | 3  | 1  | 2  | 0  | 1  | 0  | +1 |
| Eritrea | 3   | 3  | 1  | 0  | 2  | 2  | 4  | -2 |
| Ruanda  | 1   | 3  | 0  | 1  | 2  | 1  | 4  | -3 |

| 23 de octubre de 1999, 14:00 | Kenia | 0:0 | Ruanda | Estadio Moi Internacional Sports, Nairobi |  |
|                              |       |     |        | Asistencia: 4200 espectadores             |  |

| 25 de octubre de 1999, 14:00 | Sudán | 3:1 | Eritrea | Estadio Moi Internacional Sports, Nairobi |  |
|                              |       |     |         | Asistencia: 4050 espectadores             |  |

| 27 de octubre de 1999, 12:00 | Eritrea | 0:1 | Kenia | Estadio Moi Internacional Sports, Nairobi |  |
|                              |         |     |       | Asistencia: 12000 espectadores            |  |

| 27 de octubre de 1999, 14:00 | Sudán | 3:1 | Ruanda | Estadio Moi Internacional Sports, Nairobi |  |
|                              |       |     |        | Asistencia: 12000 espectadores            |  |

| 29 de octubre de 1999, 14:00 | Ruanda | 0:1 | Eritrea | Estadio Moi Internacional Sports, Nairobi |  |
|                              |        |     |         | Asistencia: 8300 espectadores             |  |

| 29 de octubre de 1999, 16:00 | Kenia | 0:0 | Sudán | Estadio Moi Internacional Sports, Nairobi |  |
|                              |       |     |       | Asistencia: 18200 espectadores            |  |

### Grupo B
| Equipo    | Pts | PJ | PG | PE | PP | GF | GC | DG |
| --------- | --- | -- | -- | -- | -- | -- | -- | -- |
| Etiopía   | 4   | 2  | 1  | 1  | 0  | 4  | 1  | +3 |
| Uganda    | 4   | 2  | 1  | 1  | 0  | 2  | 1  | +1 |
| Kenia 'B' | 0   | 2  | 0  | 0  | 2  | 2  | 6  | -4 |

| 24 de octubre de 1999, 15:00 | Kenia | 1:4 | Etiopía | Estadio Moi Internacional Sports, Nairobi |  |
|                              |       |     |         | Asistencia: 5700 espectadores             |  |

| 26 de octubre de 1999, 14:00 | Uganda | 2:1 | Kenia | Estadio Moi Internacional Sports, Nairobi |  |
|                              |        |     |       | Asistencia: 10000 espectadores            |  |

| 28 de octubre de 1999, 14:00 | Etiopía | 0:0 | Uganda | Estadio Moi Internacional Sports, Nairobi |  |
|                              |         |     |        | Asistencia: 13000 espectadores            |  |

## Fase final

### Semifinales
| 2 de noviembre de 1999, 14:00 | Uganda | 4:3 | Sudán | Estadio Moi Internacional Sports, Nairobi |  |
|                               |        |     |       | Asistencia: 13000 espectadores            |  |

| 3 de noviembre de 1999, 16:00 | Kenia | 3:1 | Etiopía | Estadio Moi Internacional Sports, Nairobi |  |
|                               |       |     |         | Asistencia: 21000 espectadores            |  |

### Tercer lugar
| 5 de noviembre de 1999, 14:00 | Etiopía | 2:2 (5:4 p.) | Sudán | Estadio Moi Internacional Sports, Nairobi |  |
|                               |         |              |       | Asistencia: 8500 espectadores             |  |

### Final
| 6 de noviembre de 1999, 16:00 | Kenia | 2:1 | Uganda | Estadio Moi Internacional Sports, Nairobi |  |
|                               |       |     |        | Asistencia: 23000 espectadores            |  |

### Campeón
| Kenia         |
| Campeón Kenia |
| 2.do título   |